# Aeroportul Internațional Margaret Ekpo
Aeroportul Internațional Margaret Ekpo (IATA: CBQ, ICAO: DNCA) este un aeroport din Statul Cross River, Nigeria ce deservește zona Calabar. Aeroportul a fost tranzitat în decembrie 2018 de 15.555 de pasageri. A fost numit după Margaret Ekpo⁠(d).
Situat la o altitudine de 64 m, aeroportul dispune de 1 pistă.

## Infrastructură

### Piste
Aeroportul dispune de o singură pistă. Pista 03/21 are suprafața de asfalt și dimensiunile 2.451 m × 45 m. 